# Operacja Łom

Zakarpacie w latach 1938–1939

Operacja Łom – tajna operacja dywersyjno-sabotażowa polskiego wywiadu prowadzona od 22 października do końca listopada 1938 r. na obszarze Ukrainy Karpackiej, wchodzącej w skład Drugiej Republiki Czechosłowackiej.

## Tło polityczne
Po zakończeniu konferencji w Monachium (29–30 września 1938) Węgry przerzuciły do Czechosłowacji dywersantów, jednak oddziały te nie były zdolne do sprawnego działania. Jednocześnie po sukcesie, jakim było uzyskanie Zaolzia, władze polskie przystąpiły do rozformowania oddziałów tworzonych na Śląsku Cieszyńskim. Część dywersantów wyrażała jednak chęć dalszej służby, wobec czego postanowiono skierować ich na Zakarpacie, gdzie również mieli prowadzić działania skierowane przeciw Czechosłowacji, dzięki czemu mieli pomóc Węgrom w opanowaniu tego regionu.
Po pierwszym arbitrażu wiedeńskim, w listopadzie 1938 r., Węgry zajęły południowo-zachodni pas ziem Rusi Zakarpackiej, stanowiący terytorium Czechosłowacji, a zamieszkany w znacznym stopniu przez Węgrów. Szukając pretekstu do zbrojnej interwencji i aneksji całego obszaru, państwo węgierskie dążyło do destabilizacji tego regionu i stworzenia wśród opinii publicznej wrażenia, że toczy się tam powstanie madziaronów (deklarujących narodowość węgierską) przeciwko lokalnym władzom czechosłowackim.

Mapa języków używanych w Pierwszej Republice Czechosłowackiej, w 1930 r. Węgrzy na południu Czechosłowacji zaznaczeni kolorem ciemnozielonym.

Działania te zbiegły się z dążeniem władz polskich do opanowania umacniającego się na Zakarpaciu ruchu ukraińskiego. Działania węgierskie i polskie skoordynowano: Węgrzy mieli prowadzić operację na południu Rusi, zaś Polacy na północy. 

## Przygotowania
Za organizację i przebieg operacji odpowiadał mjr piech. Edmund Charaszkiewicz, szef Ekspozytury Nr 2 Oddziału II Sztabu Głównego w Warszawie, która prowadziła systematyczne akcje dywersyjne celem dezorganizacji życia wewnętrznego na styku Rusi Zakarpackiej i Słowacji.
Skierowanymi na Zakarpacie polskimi dywersantami dowodził mjr piech. Feliks Ankerstein, wcześniej kierujący działaniami na Zaolziu. W przeciwieństwie do Zaolzia, Zakarpacie nie było dobrze rozpracowane. Nie przygotowano kontaktów wśród miejscowej ludności, zaopatrzenia ani baz wypadowych. Przyszłym dywersantom urządzono jedynie trzytygodniowy obóz przygotowawczy w Rozłuczu, po którym mieli być w stanie wysadzać mosty i inne obiekty. 
Jednocześnie z ochotników z kilku organizacji paramilitarnych sformowano siedem oddziałów po 80 ludzi, którymi dowodzili oficerowie i podoficerowie Wojska Polskiego. Oddziały te miały atakować placówki czechosłowackiego wojska i żandarmerii.

## Przebieg operacji
Wysłane uzbrojone grupy dywersantów składały się głównie z członków Oddziałów Bojowych z Zaolzia z obywatelstwem czechosłowackim. Uzupełnienie stanowiło kilkunastu członków ONR z Warszawy. Grupy te, częściowo przebrane w czechosłowackie mundury, przeprowadziły kilkadziesiąt akcji bojowych, stoczyły cztery większe potyczki z oddziałami czechosłowackimi, zniszczyły most kolejowy oraz dwanaście mostów drogowych, zaporę wodną, centralę telefoniczną i budynek poczty, ponadto w 27 miejscowościach zerwały linie telefoniczne. W akcjach udział wzięło ponad stu ludzi, z których 11 zginęło, 3 zaginęło, 7 odniosło rany, 3 dostało się do niewoli, a 3 zabito po pojmaniu. Grupy dywersyjne prawie nigdy nie osiągały wyznaczonych celów. Dywersanci nie byli przygotowani kondycyjnie i psychicznie, mieli również problemy z przestrzeganiem podstawowych zasad konspiracji. Operację oceniono jako źle zaplanowaną i przeprowadzoną, czego wyrazem były stosunkowo wysokie straty. 
Łącznie wysadzono 13 mostów i zaporę, co pozwoliło odciąć dużą część szlaków prowadzących z Rusi Zakarpackiej do centrum kraju, a także zabito 23 żołnierzy i żandarmów czechosłowackich. Największą akcją było przeprowadzone 8 listopada opanowanie Niżnych Wereczek, po którym wzięto 20 jeńców, których uprowadzono na terytorium Polski. Polski wywiad nie był przygotowany na problem postępowania z jeńcami, ponieważ nie planowano uprowadzania czechosłowackich obywateli. Ostatecznie jeńców osadzono w więzieniu w Drohobyczu i zaczęto przygotowywać proces pod zarzutem wtargnięcia na terytorium Polski, w celu przeprowadzenia zamachów terrorystycznych. Po włączeniu Czech do Rzeszy jeńców przekazano Niemcom.

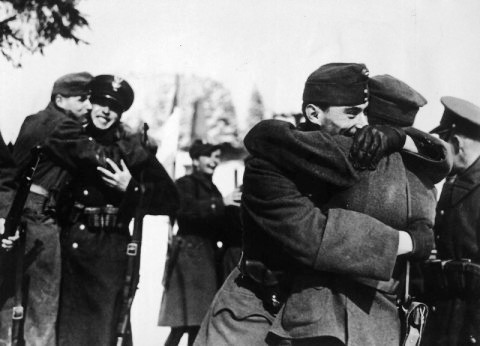
Powitanie żołnierzy węgierskich i polskich

Operacja nie przyniosła oczekiwanych efektów politycznych, ponieważ ze względu na konsekwentny sprzeciw Niemców, Węgrom nie udało się przyłączyć całej Rusi Karpackiej. W wyniku pierwszego arbitrażu wiedeńskiego uzyskali jedynie południową części Zakarpacia. Dopiero w marcu 1939 r. Polska i Węgry uzyskały wspólną granicę. Pomimo końcowego sukcesu operacji, likwidacji Czecho-Słowacji i zmiany układu sił w Europie Środkowej, zmiana ta była niekorzystna dla Polski, ponieważ doprowadziła do związania południowych sąsiadów Polski z Niemcami.
Obsada personalna Grupy „Łom”
- dowódca – mjr piech. Feliks Ankerstein
- zastępca dowódcy i szef sztabu – mjr dypl. Stanisław Orłowski ps. „Stanisław”
- oficer operacyjny – kpt. dypl. piech. Aleksander Marian Romiszowski ps. „Florian”
- kwatermistrz – kpt. int. Stanisław Podraza
- szef służby uzbrojenia – kpt. uzbr. Jakub Marian Herchenreder[5]